# Conferência Nordeste da Liga BFA 2019 - Acesso
A Conferência Nordeste foi uma das quatro conferências da Liga BFA 2019 - Acesso. A conferência teve dez times divididos em três grupos: Norte, Central e Sul. Os Grupos Norte e Central com três times fizeram quatro jogos, enquanto o Grupo Sul com quatro times fez três jogos. Classificaram-se aos Playoffs os vencedores dos grupos, o segundo colocado do Grupo Sul e o segundo colocado de melhor campanha considerando os Grupos Norte e Central. Nas semifinais, o vencedor do Grupo Sul enfrentou o segundo colocado de melhor campanha, enquanto o melhor vencedor dentre os outros dois grupos aguardou o vencedor do Wild Card disputado entre o segundo melhor vencedor de grupo e o segundo colocado do Grupo Sul. Os dois vencedores das semifinais classificaram-se à final de conferência. O campeão da conferência garantiu acesso à Liga BFA 2020 - Elite. A pior equipe foi rebaixada à Copa Nordeste de Futebol Americano de 2020.

## Classificação
Classificados para os Playoffs estão marcados em verde e em rosa o rebaixado à Copa Nordeste de 2020.
O símbolo # indicada a classificação dentro dos Grupos Norte e Central.
Grupo Norte
| Pos | Times              | V | E | D | PCT   | PF  | PS  | SP   |
| --- | ------------------ | - | - | - | ----- | --- | --- | ---- |
| 1   | Carrancas FA #1    | 4 | 0 | 0 | 1.000 | 196 | 26  | 170  |
| 2   | São Luís Sharks #3 | 3 | 0 | 1 | .750  | 149 | 66  | 83   |
| 3   | Roma Gladiadores   | 0 | 0 | 4 | .000  | 8   | 132 | -124 |

Grupo Central
| Pos | Times                       | V | E | D | PCT   | PF  | PS  | SP   |
| --- | --------------------------- | - | - | - | ----- | --- | --- | ---- |
| 1   | Caruaru Wolves #2           | 4 | 0 | 0 | 1.000 | 141 | 21  | 120  |
| 2   | Tropa Campina UniFacisa[a]  | 1 | 0 | 3 | .250  | 15  | 114 | -99  |
| 3   | Recife Mariners Development | 0 | 0 | 4 | .000  | 9   | 155 | -146 |

Grupo Sul
| Pos | Times              | V | E | D | PCT   | PF | PS | SP  |
| --- | ------------------ | - | - | - | ----- | -- | -- | --- |
| 1   | Recife Apaches     | 3 | 0 | 0 | 1.000 | 61 | 6  | 55  |
| 2   | Maceió Marechais   | 1 | 0 | 2 | .333  | 33 | 50 | -17 |
| 3   | Sergipe Redentores | 1 | 0 | 2 | .333  | 53 | 35 | 18  |
| 4   | Fortaleza Tritões  | 1 | 0 | 2 | .333  | 33 | 93 | -60 |

### Resultados
Primeira Rodada
| 6 de julho 17:00 UTC -3 | Relatório | Carrancas FA | 49–00 | Roma Gladiadores |  | Estádio Paulo Coelho, Petrolina-PE |  |

| 7 de julho 09:00 UTC -3 | Relatório | São Luís Sharks | 30–23 | Fortaleza Tritões |  | SESI Araçagi, São José de Ribamar-MA |  |

| 7 de julho 15:00 UTC -3 | Relatório | Caruaru Wolves | 16–06 | Tropa Campina UniFacisa |  | Estádio Luiz José de Lacerda, Caruaru |  |

Segunda Rodada
| 28 de julho 14:00 UTC -3 | Relatório | Tropa Campina UniFacisa | 09–00 | Recife Mariners Devt. |  | Estádio Municipal, Boqueirão-PB |  |

| 28 de julho 14:00 UTC -3 | Relatório | Fortaleza Tritões | 00–55 | Carrancas FA |  | Estádio Murilão, Fortaleza-CE |  |

| 11 de agosto 09:30 UTC -3 | Relatório | Roma Gladiadores | 00–44 | São Luís Sharks |  | SESI Barra do Ceará, Fortaleza-CE |  |

Terceira Rodada
| 11 de agosto 09:00 UTC -3 | Relatório | Recife Mariners Devt. | 02–46 | Caruaru Wolves |  | Arena de Pernambuco, São Lourenço da Mata-PE |  |

| 25 de agosto 09:00 UTC -3 | Relatório | Recife Apaches | 18–06 | Maceió Marechais |  | Arena de Pernambuco, São Lourenço da Mata-PE |  |

| 1 de setembro 14:00 UTC -3 | Relatório | Fortaleza Tritões | 10–08 | Roma Gladiadores |  | Estádio Murilão, Fortaleza-CE |  |

Quarta Rodada
| 8 de setembro 14:00 UTC -3 | Relatório | Recife Apaches | 14–00 | Sergipe Redentores |  | Estádio Grito da República, Olinda-PE |  |

| 22 de setembro 14:00 UTC -3 | Relatório | Caruaru Wolves | 60–00 | Recife Mariners Devt. |  | Estádio Luiz José de Lacerda |  |

Sexta Rodada
| 5 de outubro 17:00 UTC -3 | Relatório | Carrancas FA | 43–26 | São Luís Sharks |  | Estádio Paulo Coelho, Petrolina-PE |  |

| 6 de outubro 17:00 UTC -3 | Relatório | Sergipe Redentores | 13–14 | Maceió Marechais |  | Estádio Wellington Elias, Nossa Senhora do Socorro-SE |  |

Sétima Rodada
| 20 de outubro | W.O.[a] | São Luís Sharks | 49–00 | Tropa Campina UniFacisa |  |  |  |

| 20 de outubro 10:00 UTC -3 | Relatório | Roma Gladiadores | 00–29 | Recife Apaches |  | SESI Barra do Ceará, Fortaleza-CE |  |

| 20 de outubro 14:00 UTC -3 | Relatório | Maceió Marechais | 13–19 | Caruaru Wolves |  | Estádio Cleto Marques Luz, Maceió-AL |  |

Oitava Rodada
| 27 de outubro | W.O.[a] | Tropa Campina UniFacisa | 00–49 | Carrancas FA |  |  |  |

| 27 de outubro 10:30 UTC -3 | Relatório | Recife Mariners Devt. | 07–40 | Sergipe Redentores |  | CT Unibol, Paulista-PE |  |

## Playoffs
Em itálico, os times que possuem o mando de campo e em negrito os times classificados.
|  | Wild Card | Wild Card        | Wild Card |  |  | Semifinais | Semifinais      | Semifinais |  |  | Finais | Finais         | Finais |
|  |           |                  |           |  |  |            |                 |            |  |  |        |                |        |
|  |           |                  |           |  |  | #1         | Carrancas FA    | 00         |  |  |        |                |        |
|  | #2        | Caruaru Wolves   | 16        |  |  |            | Caruaru Wolves  | 07         |  |  |        |                |        |
|  | S2        | Maceió Marechais | 00        |  |  |            |                 |            |  |  |        | Caruaru Wolves | 27     |
|  |           |                  |           |  |  |            |                 |            |  |  |        | Recife Apaches | 00     |
|  |           |                  |           |  |  | S1         | Recife Apaches  | 12         |  |  |        |                |        |
|  |           |                  |           |  |  | #3         | São Luís Sharks | 06         |  |  |        |                |        |

### Wild Card
| 2 de outubro 14:30 UTC -3 | Relatório | Caruaru Wolves | 16–00 | Maceió Marechais |  | Estádio da Vera Cruz, Caruaru-PE |  |

### Semifinais
| 30 de novembro 17:00 UTC -3 | Relatório | Carrancas FA | 00–07 | Caruaru Wolves |  | Estádio Paulo Coelho, Petrolina-PE |  |

| 24 de novembro 14:00 UTC -3 | Relatório | Recife Apaches | 12–06 | São Luis Sharks |  | Estádio Grito da República, Olinda-PE |  |

### Final
| 8 de dezembro 14:00 UTC -3 | Relatório | Recife Apaches | 00–27 | Caruaru Wolves |  | Estádio Grito da República, Olinda-PE |  |

## Premiação
| Conferência Nordeste da Liga BFA 2019 - Acesso |
| Pernambuco                                     |
| ---------------------------------------------- |
| Caruaru Wolves Campeão (1º título)             |